# Proaza
Proaza é um concelho (município) da Espanha na província e Principado das Astúrias. Tem 76,79 km² de área e em 2019 tinha 744 habitantes (densidade: 9,7 hab./km²).

## Demografia
| Variação demográfica do município entre 1991 e 2004 | Variação demográfica do município entre 1991 e 2004 | Variação demográfica do município entre 1991 e 2004 | Variação demográfica do município entre 1991 e 2004 |
| --------------------------------------------------- | --------------------------------------------------- | --------------------------------------------------- | --------------------------------------------------- |
| 1991                                                | 1996                                                | 2001                                                | 2004                                                |
| 1017                                                | 960                                                 | 853                                                 | 815                                                 |